# Gieorgij Malenkow

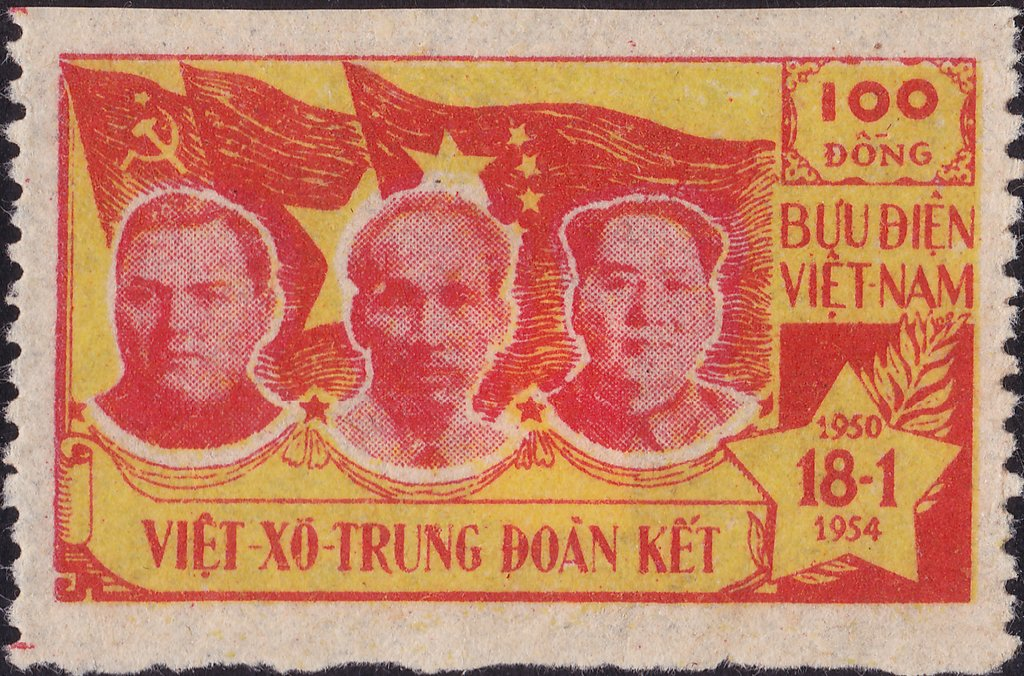
Gieorgij Malenkow, Hồ Chí Minh i Mao Zedong – północnowietnamski znaczek pocztowy z 1954 roku

Gieorgij Maksimilianowicz Malenkow (ros. Георгий Максимилианович Маленков; ur. 26 grudnia 1901?/8 stycznia 1902 w Orenburgu, zm. 14 stycznia 1988 w Moskwie) – rosyjski polityk komunistyczny, działacz państwowy ZSRR, wysoki funkcjonariusz WKP(b)/KPZR. Jeden z najbliższych współpracowników Józefa Stalina, a po jego śmierci przez niespełna dwa lata (1953–1955) premier ZSRR i faktyczny przywódca tego państwa.

## Życiorys
W 1919 wstąpił do Armii Czerwonej, w rok później do Rosyjskiej Komunistycznej Partii (bolszewików). W czasie służby wojskowej był komisarzem politycznym (politrukiem). Następnie studiował w Moskwie. Później był pracownikiem technicznym aparatu partyjnego, od 1927 sekretarzem technicznym Biura Politycznego KC WKP(b). Po XVII zjeździe WKP(b) w lutym 1934 został zastępcą kierownika wydziału kierowniczych organów partyjnych KC WKP(b), od marca 1935 kierownikiem wydziału był Nikołaj Jeżow. W lutym 1936 Malenkow zastąpił Jeżowa na funkcji kierownika wydziału, aktywnie uczestnicząc w przygotowaniu i przeprowadzeniu wielkiej czystki – m.in. osobiście uczestniczył w przesłuchaniach aresztowanych działaczy partyjnych. Wydziałem kierował przez cały okres wielkiego terroru – do roku 1939.
Na XVIII zjeździe WKP(b) w marcu 1939 Malenkow został członkiem KC, sekretarzem KC WKP(b) i kierownikiem wydziału kadr KC (do wiosny 1946). W czasie wojny wszedł w skład Państwowego Komitetu Obrony, był wysyłany często na krytyczne odcinki frontu; kierował też produkcją samolotów. 30 września 1943 otrzymał Medal Sierp i Młot i tytuł Bohatera Pracy Socjalistycznej wraz z Orderem Lenina (w 1945 i 1952 ponownie odznaczono go Orderami Lenina). Od 1944 wicepremier ZSRR, od 1946 członek Biura Politycznego KC WKP(b). Mimo przejściowej niełaski stał się drugą osobą w państwie. W 1949 organizował tzw. sprawę leningradzką, a następnie sprawę „Żydowskiego Komitetu Antyfaszystowskiego”. W 1952 przewodniczył XIX Zjazdowi WKP(b) i wygłosił na nim referat sprawozdawczy (zgodnie z jego konwencją, Stalin wyłącznie przysłuchiwał się obradom, składającym się głównie z pochwał jego osoby i polityki).
Po śmierci Józefa Stalina w marcu 1953, Malenkow zastąpił go na stanowisku premiera ZSRR. Przez kolejne kilka dni po 5 marca, tj. do czasu wyboru nowego kierownictwa, jako drugi po Stalinie w hierarchii partyjnej, pełnił też obowiązki generalnego sekretarza partii komunistycznej. Z funkcji sekretarza zrezygnował 14 marca po oskarżeniach o próbę zbytniej konsolidacji władzy. Nie ulegało wątpliwości, że w nowej sytuacji politycznej, pełniąc również funkcję sekretarza KC KPZR (jednego z pięciu równoprawnych – przewodniczący im Nikita Chruszczow początkowo miał uprawnienia wyłącznie w zakresie koordynacji ich pracy), jest faktycznym przywódcą państwa, ale jego wpływy polityczne systematycznie malały na rzecz Chruszczowa, zwłaszcza po aresztowaniu i straceniu Ławrientija Berii, do czego sam się przyczynił zawiązując sojusz z Chruszczowem.
8 lutego 1955 został zmuszony do złożenia samokrytyki, a plenum KC zwolniło go z funkcji premiera i przesunęło na funkcję wicepremiera i ministra energetyki. Na stanowisku szefa rządu zastąpił go marszałek Nikołaj Bułganin. Prawdziwym przywódcą państwa został Chruszczow, który objął stanowisko I sekretarza KC.
Stosunki między nowym przywódcą a starymi współpracownikami Stalina nie układały się i wreszcie w 1957 „antypartyjna grupa”, w skład której wchodzili Malenkow, Wiaczesław Mołotow, Łazar Kaganowicz, Dmitrij Szepiłow, Nikołaj Bułganin i Klimient Woroszyłow podjęła nieudaną próbę obalenia Chruszczowa. Kariera polityczna Malenkowa dobiegła końca, od 1957 pracował jako dyrektor elektrowni, a w 1961 został zwolniony na emeryturę i wydalony z partii. Nie odebrano jednak jego przywilejów: bezpłatnej daczy i zaopatrzenia. Pochowany na Cmentarzu Kuncewskim w Moskwie.